# Biografielijst Eg

## Ega
- Edward Michael Egan (1932), Amerikaans geestelijke en kardinaal
- Greg Egan (1961), Australisch sciencefictionschrijver en computerprogrammeur
- Jennifer Egan (1962), Amerikaans schrijfster
- Joseph (Joe) Egan (1946), Schots zanger en componist
- Kian John Francis Egan (1980), Iers zanger
- Pierce Egan (1772-1849), Brits journalist
- Séamus Egan (1969), Iers-Amerikaanse musicus
- Cornelis (Cees) Egas (1913-2001), Nederlands politicus
- Ton Egas, bekend als Bart van Leeuwen, (1954), Nederlands diskjockey
- António Caetano de Abreu Freire Egas Moniz (1874-1955), Portugees neuroloog en Nobelprijswinnaar

## Egb
- Aaron Egbele (1979), Nigeriaans sprinter
- Tom Egbers (1957), Nederlands journalist, presentator en schrijver
- Egbert van Amstel (1105-1172), Heer van Amstel (1131-1172)
- Egbert van Rathmelsigi (+729), Iers abt en heilige
- Egbert van Saksen (ca. 756-voor 811), Graaf van Boroctra en graaf van de Deense Mark en Dux der Saksen
- Egbert van Trier (ca. 950-993), aartsbisschop van Trier (977-993)
- Egbert van Wessex (770-839), Koning van Engeland (802-839)
- Egbert I van Kent (ca. 650-673), Koning van Kent (664-673)
- Egbert I van Meißen (+1068), Markgraaf van Brunswijk (1057-1068), Markgraaf van Meißen (1067-1068) en Graaf van Midden-Friesland (1057-1068)
- Egbert Jans van Leeuwarden (1608-1674), Nederlands klokkenmaker
- Innocent Egbunike (1961), Nigeriaans sprinter

## Ege
- José Vicente Egea Insa (1961), Spaans componist, muziekpedagoog en dirigent
- Hans Egede Poulsen (1686-1758), Deens-Noors luthers missionaris
- Jan Egeland (1957), Noors politicus en diplomaat
- Paul Egell (1691-1752), Duits beeldhouwer
- Gerardus Paul Maria (Gerard) Egelmeers (1969), Nederlands roeier
- De Witte van Egem, pseudoniem van Gorik Gardeyn, (1980), Belgisch wielrenner
- Johannes Hinderikus Egenberger, pseudoniem van Joannes Henricus, (1822-1897), Nederlands kunstenaar
- David Benjamin Eger (1952), Amerikaans golfer
- Corinne Trudie Gerrie (Corinne) van Egeraat (1966), Nederlands actrice en filmproducente
- Erick van Egeraat (1956), Nederlands architect
- Pascalle van Egeraat (1970), Nederlands tv-presentatrice en fotomodel
- Esther (Eske) van Egerschot (1977), Nederlands politica, notaris en bestuursadviseuse
- Krisztina Egerszegi (1974), Hongaars zwemster

## Egg

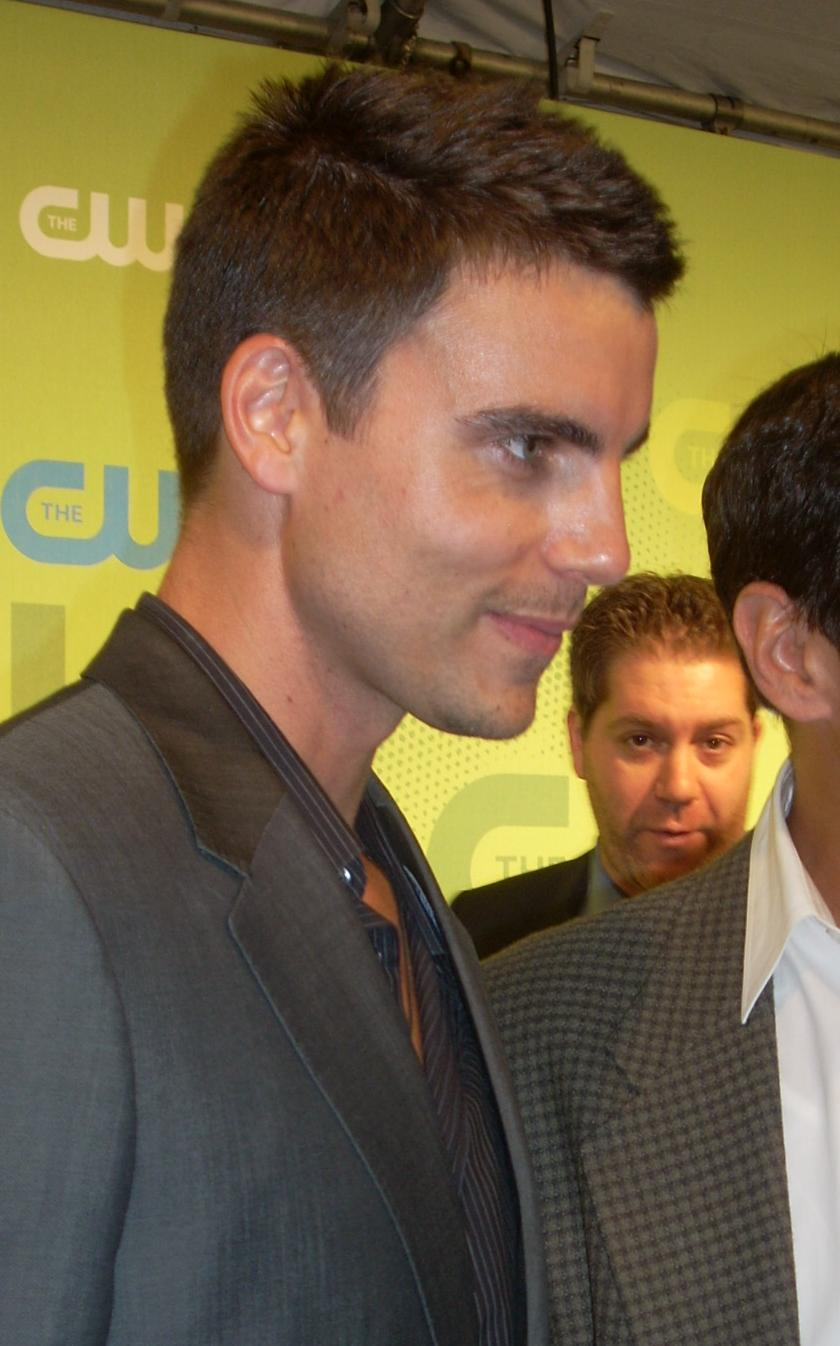
Colin Egglesfield (2009)

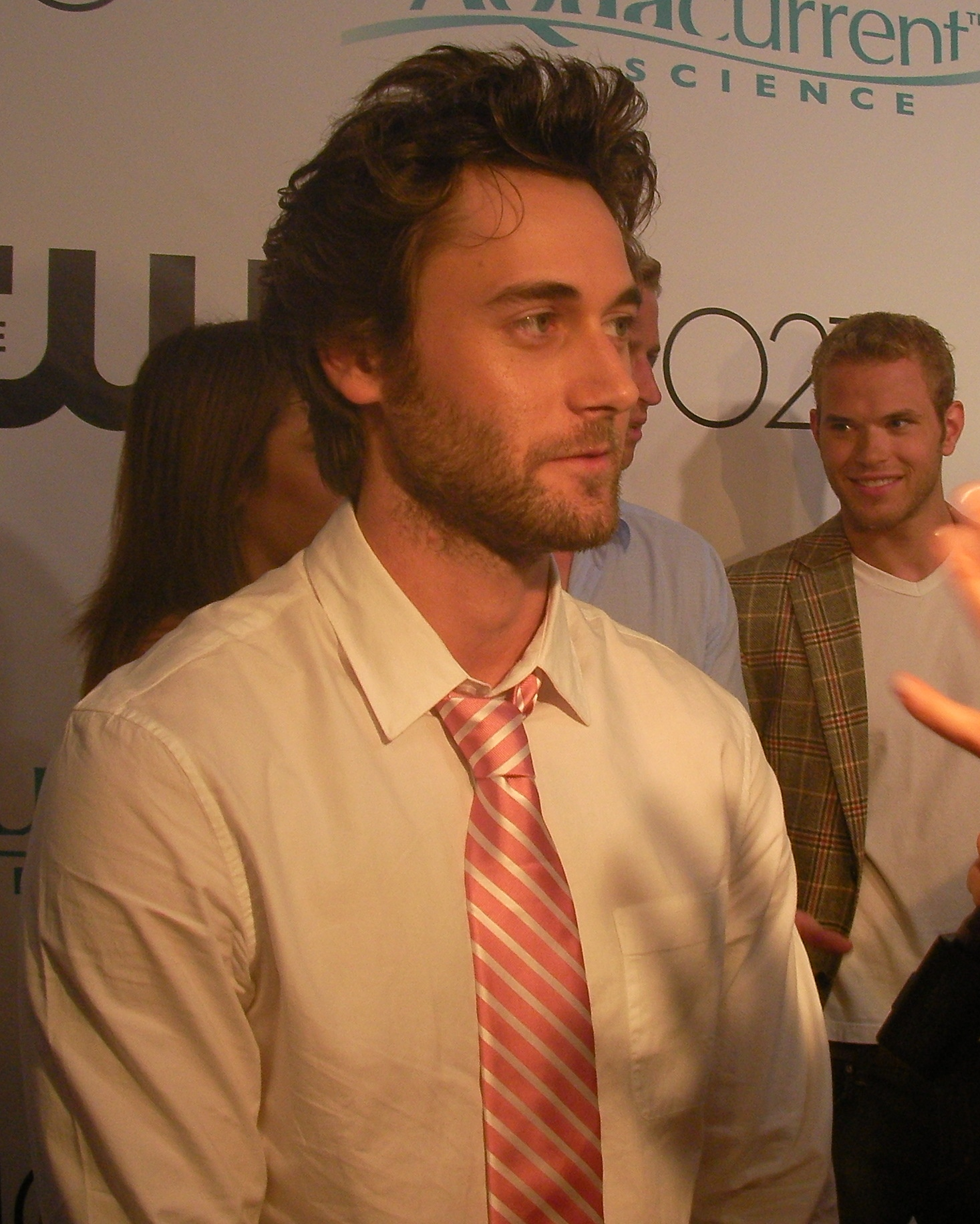
Ryan Eggold (2008)

- Oscar Egg (1890-1961), Zwitsers wielrenner
- Victoria Louise Samantha Marie Elizabeth Therese (Samantha) Eggar (1939), Engels actrice
- Klaus Egge (1906-1979), Noors componist
- 'Helmuth Viking (Viking) Eggeling (1889-1925), Zweeds kunstenaar en cineast
- Arne Eggen (1881-1955), Noors componist en organist
- Dan Eggen (1970), Noors voetballer
- Gène Eggen (1921-2000), Nederlands tekenaar, kunstschilder, monumentaal vormgever, graficus en beeldhouwer
- Johan Eggen (1883-1952), Belgisch advocaat, hoogleraar en Vlaams activist
- Knut Torbjørn Eggen (1960-2012), Noors voetballer en voetbaltrainer
- Ruud Eggenhuizen, bekend als D.C. Lewis, (1947-2000), Nederlands zanger
- Gerritjan Eggenkamp (1975), Nederlands roeier
- Jan Eggens (1942-2010), Nederlands motorcoureur
- Jannes Eggens (1891-1964), Nederlands jurist
- Franz Egger (1899-1971), Zwitsers leraar en politicus
- Jerome (Jerry) L. Egger (1955), Surinaams historicus
- Wilhelm Emil Egger (1940-2008), Oostenrijks geestelijke en bisschop
- Sonja Eggerickx (1947), Belgisch lerares, pedagoge en feministe
- Jean-Jules Eggericx (1884-1963), Belgisch architect en stedenbouwkundige
- Barbara Egger-Jenzer (1956), Zwitsers politica
- Florieke Eggermont (1989), Nederlands volleybalspeelster
- Henk Eggermont (1951-2009), Nederlands politicus
- Jacobus Johannus (Jaap) Eggermont (1946), Nederlands musicus en muziekproducent
- Sandra Eggermont (1976), Nederlands golfster
- Bartholomeus Eggers (ca. 1637-1692), Nederlands beeldhouwer
- Dave Eggers (1970), Amerikaans auteur en redacteur
- Louis Eggers (1916-1994), Belgisch syndicalist, vakbondsbestuurder en politicus
- Sien Eggers (1951), Belgisch actrice
- Minco Eggersman (1977), Nederlands musicus en muziekproducent
- Joachim Nicolas Eggert (1779-1813), Zweeds componist en dirigent
- Ralf Eggert (1971), Duits triatleet
- Willem Eggert van Gendt (ca. 1360-1417), Heer van Purmerend, Purmerland en Ilpendam (1410-1417)
- Sigurður Eggerz (1875-1945), IJslands politicus en premier (1914-1915, 1922-1924)
- Maximilian Eggestein (1996), Duits voetballer
- Mario Eggimann (1981), Zwitsers voetballer
- Clara Hendrika Catharina Clementine Helène Eggink (1906-1991), Nederlands dichteres, prozaschrijfster en vertaalster
- Herman Johan Eggink (1949), Nederlands roeier
- Jos Eggink (1984), Nederlands diskjockey
- Wim Eggink (1920-1945), Nederlands verzetsstrijder
- Colin Egglesfield (1973), Amerikaans acteur
- Friedrich Eggli (1838-1895), Zwitsers politicus
- Ryan Eggold (1984), Amerikaans acteur

## Egh
- Dariush Eghbali (1951), Iraans zanger

## Egi
- Egidius van Bredene (ca. 1200-1270), Zuid-Nederlands jurist, grafelijk ambtenaar en kloosterstichter
- Egilbert (9e eeuw), bisschop van Utrecht
- Egill Skallagrímsson (10e eeuw), IJslands krijger en hofdichter
- Eginhard van Utrecht (9e eeuw), bisschop van Utrecht
- Bruno van Egisheim en Dagsburg, bekend als Paus Leo IX, (1002-1054), paus (1049-1054)

## Egk
- Werner Egk, pseudoniem van Werner Joseph Mayer, (1901-1983), Duits componist en dirigent

## Egl

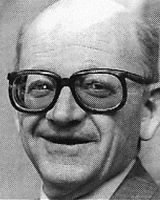
Alphons Egli

- William Maw Egley (1826-1916), Engels kunstschilder
- Alphons Egli (1924), Zwitsers politicus
- Beatrice Egli (1988), Zwitsers zangeres
- Paul Egli (1911-1997), Zwitsers wielrenner
- Adalbert Carl Ritter von Waltenhofen zu Eglofsheimb (1828-1914), Oostenrijks wetenschapper en elektrotechnicus

## Egm
- Adelbert van Egmond (+ca. 740), Nederlands missionaris en heilige
- Adolf van Egmond (1438-1477), Hertog van Gelre (1465-1471, 1477)
- Anne van Egmond (1947), Nederlands programmamaakster en diskjockey
- Antoinetta Jacoba Hendrika (Annet) van Egmond (1964), Nederlands beeldhouwer, installatiekunstenaar en ontwerper
- Arend van Egmond (1340-1409), Heer van Egmont (1369-1409), Heer van IJsselstein (1369-1409) en militair
- Christoffel van Egmond (van IJsselsteijn) (+ca. 1512), Nederlands commandant, baljuw en Stadhouder-Generaal
- Derk Jan van Egmond (1956), Nederlands baanwielrenner
- Dick van Egmond (1961), Nederlands voetbalscheidsrechter
- Dirk van Egmond (1953-2008), Nederlands omroepmaker
- Gary van Egmond (1965), Australisch voetballer en voetbaltrainer
- Jacobus Johannes (Jacques) van Egmond (1908-1969), Nederlands wielrenner
- Klaas van Egmond (1946), Nederlands hoogleraar
- Max Rudolf van Egmond (1936), Nederlands bas-bariton
- Paul van Egmond (1943), Nederlands voetballer
- Pieter (Piet) van Egmond (1912-1982), Nederlands organist en dirigent
- Sabina van Egmond (1562-1614), vrouwe van Beijerland
- Willem van Egmond (van IJsselstein) (ca. 1498-ca. 1587), Heer van Lijnden
- Alberta van Egmont (1593-1621), Nederlands adellijk vrouwe
- Allard van Egmont (1130-1168), Heer van Egmont (1158-1168)
- Anna van Egmont (1533-1558), Gravin van Buren en Leerdam (1548-1558), Vrouwe van IJsselstein (1548-1558), Vrouwe van Jaarsveld (1548-1558) en eerste echtgenote van Willem van Oranje
- Arnold van Egmont (1410-1473), Hertog van Gelre (1423-1465, 1471-1473) en graaf van Zutphen
- Beerwout I van Egmont (ca. 1050-1114), Heer van Egmont (??-1114)
- Beerwout II van Egmont (ca. 1094-1158), Heer van Egmont (1114-1158)
- Catharina van Egmont (ca. 1440-1497), Regentes van Gelre (1477-1492)
- Filippa van Egmont (1467-1547), Hertogin van Lotharingen (1485-1508)
- Filips van Egmont (1558-1590), Prins van Gavere (1568-1590), Graaf van Egmont (1568-1590) en Heer van Purmerend, Purmerland en Ilpendam (1568-1582)
- Floris van Egmont (ca. 1470-1539), Graaf van Buren en Leerdam (1521-1539)
- Frederik van Egmont (ca. 1440-1521), Heer van IJsselstein (1464-1521), Graaf van Buren en Leerdam (1492-1521) en raadslid-kamerheer
- George van Egmont (ca. 1504-1559), Nederlands bisschop van Utrecht (1534-1559)
- Gerard van Egmont (ca. 1200-1242), Heer van Egmont (1234-1242)
- Jan I van Egmont (voor 1310-1369), Heer van Egmont, heer van IJsselstein, baljuw van Kennemerland (1353-1354) en stadhouder van Holland
- Jan II van Egmont (1385-1451), Heer van Egmont (1417-1423) en Voogd van Gelre (1423-1433)
- Jan III van Egmont (1438-1516), Heer en graaf van Egmont (1483-1516), Heer van Purmerland en Ilpendam (1483-1516) en Stadhouder van Holland, Zeeland en West-Friesland (1483-1515)
- Jan IV van Egmont (1499-1528), Graaf van Egmont (1516-1528), heer van Baer en heer van Purmerend, Purmerland en Ilpendam
- Justus van Egmont (1601-1674), Vlaams portretschilder en ontwerper van wandtapijtreeksen
- Karel I van Egmont (+1541), Graaf van Egmont (1528-1541) en Heer van Purmerend, Purmerland en Ilpendam (1528-1540)
- Lamoraal van Egmont (1522-1568), Nederlands generaal en staatsman
- Maria Christina van Egmont (1550-1621), dochter van Lamoraal van Egmont en Sabina van Beieren-Sponheim
- Maria van Egmont (ca. 1430-1463), Koningin-gemalin van Schotland en regentes (1460-1463)
- Maximiliaan van Egmont (ca. 1509-1548), Graaf van Buren en Leerdam, heer van IJsselstein, Jaarsveld en Sint-Maartensdijk en heer van Cranendonck en Eindhoven
- Willem I van Egmont (ca. 1180-1234), Heer van Egmont (1208-1234)
- Willem II van Egmont (ca. 1235-1304), Heer van Egmont (1242-1304)
- Willem IV van Egmont (1412-1483), Heer van Egmont (1423-1483) en Stadhouder van Gelre
- Wouter II van Egmont (1228-1304), Heer van Egmont (1242-1304)
- Wouter van Egmont (ca. 1145-1208), Heer van Egmont

## Egn
- Publius Licinius Egnatius Gallienus (218-268), Romeins keizer (253-268)

## Ego
- Prosper Ego (1927-2015), Nederlands politiek activist
- Gretchen Egolf (1973), Amerikaans actrice
- Youri Egorov (1954-1988), Russisch klassiek pianist
- Atom Egoyan (1960), Armeens-Canadees filmregisseur

## Egt
- Abraham Jacobus Frederik Egter van Wissekerke (1784-1871), Nederlands rechter, stadsbestuurder en Tweede Kamer-lid
- Frederik Jacobus Daniël Cornelis Egter van Wissekerke (1864-1945), Nederlands burgemeester

## Egu
- Fujie Eguchi (1932), Japans tafeltennisster
- Lucas Eguibar (1994), Spaans snowboarder
- José Javier Eguiguren Ríofrío (1816-1884), Ecuadoraans politicus
- Sebastián Eguren Ledesma (1981), Uruguayaans voetballer

## Egw
- Egwin van Worcester (+717), Engels bisschop en heilige

## Egy
- Krisztina Egyed (1976), Hongaars schaatsster
- László Egyed (1914-1970), Hongaars geofysicus
- Antonius van Egypte (251-356), Egyptisch kerkvader
- Farial van Egypte (1938-2009), Egyptisch prinses
- Faroek van Egypte (1920-1965), Koning van Egypte (1936-1952)
- Fawzia bint Foead van Egypte (1921), vrouw van koning Mohammed Reza Pahlavi en drie jaar lang koningin van Iran
- Foead I van Egypte (1868-1936), sultan en koning van Egypte en Soedan, soeverein vorst van Nubië, Kordofan en Darfur
- Foead II van Egypte (1952), Koning van Egypte (1952-1953)
- Maria van Egypte (ca. 344-ca. 421), Egyptisch marketentster en heilige
- Mohammed Ali van Egypte (1769-1849), Wali van Egypte (1805-1848)
- Said van Egypte (1822-1863), Wali van Egypte (1854-1863)